# 潘量豊
潘量豊（はんりょうぶ、朝鮮語: 반양풍(南), 반량풍(北)、生没年不詳）は、欽明天皇の在位中である554年に、百済が倭国に貢上したとされる採薬師（薬物・薬草を採集する人）。官職は「施徳」。中国人名であるため、百済に帰化していた中国人とみられる。

## 概要
『日本書紀』は、513年に百済は五経博士段楊爾を貢したが、3年後に段楊爾を帰国させ、かわって漢高安茂を貢し、554年に固徳馬丁安にかえ、易博士王道良、五経博士王柳貴、易博士王保孫、医博士王有㥄陀、採薬師潘量豊と丁有陀を倭国に貢した（貢した＝「貢ぎ物を差し上げる」）と記録している。
前川明久は、五経博士の貢上は「512年から513年に任那割譲によって領土を拡大した百済が大和朝廷に与えた代償」と指摘している。